# PR-970
A PR-970 é uma rodovia de acesso, pertencente ao governo do Paraná, que também se denomina Contorno de Marechal Cândido Rondon, com extensão de 4,8 quilômetros, totalmente pavimentados. O contorno se inicia na BR-467/PRC-467 (saída para Pato Bragado) e se estende até o entroncamento com a BR-163 (saída para Mercedes).
Em 16 de agosto de 2022, foi declarado pelo governo do estado do Paraná a utilidade pública e intenção de duplicação da PR-970 através do Decreto 11973.